# درنو
درنو (به فرانسوی: Dornot) یک کمون در فرانسه است که در Canton of Ars-sur-Moselle واقع شده‌است.

## خصوصیات
درنو ۱٫۱۳ کیلومترمربع مساحت و ۱۸۶ نفر جمعیت دارد و ۳۳۴ متر بالاتر از سطح دریا واقع شده‌است.